# エルネスト・テオドロ・モネータ
エルネスト・テオドロ・モネータ（Ernesto Teodoro Moneta、1833年9月20日-1918年2月10日）はミラノ生まれのイタリアのジャーナリストで国際的な平和運動家である。1907年にフランスのルイ・ルノーとともにノーベル平和賞を受賞した。
モネータの思想は、彼自身もしばしば用いた「軍事平和主義者」などの逆説的な言葉によって表される。また彼は国内主義的な国際主義者であり、信心深い反聖職者で、オフィスの向かいに昼食を食べに行くのにも電車を利用する健康追求者だった。

## 背景
モネータはミラノの貴族の家に生まれた。彼は15歳の頃に起きたオーストリア帝国に対する暴動に大きな影響を受けた。彼は父と共に家族を守る為に戦い、3人のオーストリアの兵士が近くで命を落とすのを目にした。彼の国家観の中に平和と闘争という二重の擁護が芽生えたのはもしかしたらこの時だったかもしれない。1848年から1866年にかけて、彼はイタリアの独立と統一への努力に多くの時間を費やした。1859年から1860年にはジュゼッペ・ガリバルディとともに戦い、後にシルトリの救助キャンプにも参加した。しかし彼は1866年のキャンペーンに幻滅し、将来の約束された軍事の経歴を捨て市民の生活に戻った。ただしシルトリでの活動には個人的に生涯に渡って関わり続けた。
モネータはハンサムで温かく、機嫌のよい男性で、乗馬、素人劇団での演劇などを趣味とした。彼は1866年にエドアルド・ソンゾーニョによって創刊されたIl Secolo紙の演劇の批評を書いた。その仕事を1967年に友人が引き継ぐと、彼は編集者として1895年まで勤めた。ジャーナリズムはモネータの活力と理想の良い捌け口となり、Il Secolo紙の編集者として彼の平和主義が育まれていった。
強い信条を持つ人物として、モネータの革新を受け入れる勇気、意欲、高潔さが尊敬を集めた。モネータはIl Secolo紙を編集のバランスを考慮せずに世論を形成する強力な道具に作り上げた。彼は宗教に敬意を払い、実際に敬虔なカトリック信者だったが、聖職者による虐待が長年の間イタリアの統一と社会の進歩を阻んでいたとの考えから、Il Secoloでは反聖職者の立場を採用した。彼の宗教に対する矛盾した態度が妻には許せなかったため、妻と2人の子供とは終生事実上別居の状態だった。

## 軍事活動
モネータはイタリア軍の問題に理解を示し共感したためIl Secoloで世論を変えるためのコラムの執筆を活発に行った。彼は新兵や徴兵に対する長い基礎訓練は不経済で非能率的であり、村で運動、射撃などの演習を行うことで訓練の時間を格段に減らすことができると主張した。彼はまたこの方法で、軍の強さを維持しながら軍国主義が不必要に強調されることがなくなると主張した。
19世紀の最後の30年間に新著Le guerre, le insurrezioni e la pace nel secolo XIXの執筆のための準備をした。この著書は全4巻で、1903年、1904年、1906年、1910年に刊行された。現在でも大きな興味を持たれているのは第1巻で、その中で彼は世紀を通じた国際的な平和運動について述べていた。モネータは仕事では社会問題や経済問題よりも軍事問題に興味をおき、ジャーナリストとしてのアプローチを利用し第一人者として逸話を紹介した。彼はたびたび戦争や軍国主義の実質的な成果のなさをテーマとした。彼がIl Secoloの編集者であった頃、モネータはイタリアで最も発言する国家主義者であった。モネータは愛国心から国家の防衛とイタリアの統一とともに世界的な平和と仲裁に献身した。彼の国家主義は熱狂的にまでなっていたが、何年もの間Il Secoloの読者のオーストラリアへの軽蔑やフランス嫌いと闘ってきた。

## 平和活動
モネータが世界平和のために行った活動の幅の広さは印象的である。1890年に彼はL'Amico della paceと呼ばれる暦の編纂に取り組んだ。Il Secoloの編集者を引退しても彼はコラムの執筆は続け、パンフレットや雑誌の形で論文の出版も行った。やがて彼は平和活動へのプロパガンダの価値に気づき、論文の1ページをコピーして地方の校長に配布した。1898年、彼は隔週刊のレビュー紙La Vita internazionaleを創刊した。これは名声を得て長年の間刊行が続けられた。
モネータの平和活動は文字を通してだけではなかった。彼は1895年に国際平和ビューローの委員会のイタリア代表となった。彼は長年に渡り平和会議に出席した。彼は1887年の設立時からl'Unione lombarda per la pace e l'arbitrato internazionaleという組織を支援し、彼自身もいくつかの組織を創設した。中でもSocietà per la pace e la giustizia internazionaleは1887年から彼の死後の1937年まで続いた。また彼はイタリアの大学でも教鞭をとった。1906年、彼はミラノで行われた万国博覧会で平和のパビリオンを建設した。また開催期間中に行われた第15回国際平和会議では議長を務めた。
1900年から1918年に死去するまで、モネータは緑内障に苦しみ、ほとんど失明状態であった。しかし身体的な苦しみや年齢的な衰えがあってもモネータの熱意は衰えなかった。例えば第一次世界大戦中にもイタリアの戦争での役割を支持した。モネータは1918年に肺炎で亡くなった。1925年に友人らによって建てられた記念碑はファシスト政権時代は倉庫に隠され、第二次世界大戦での爆撃から守られた。この基盤に埋め込まれている銘板には、ガリバルディの戦友と平和の伝道者という、彼の矛盾した2つの面が描かれている。